# Rafael Filho
Rafael Heber Crystello Madeira Filho (ur. 25 marca 1997) – brazylijski zapaśnik walczący w obu stylach. Brązowy medalista mistrzostw Ameryki Południowej w 2017. Drugi na mistrzostwach panamerykańskich juniorów w 2017 roku.